# 냄새나는 양말

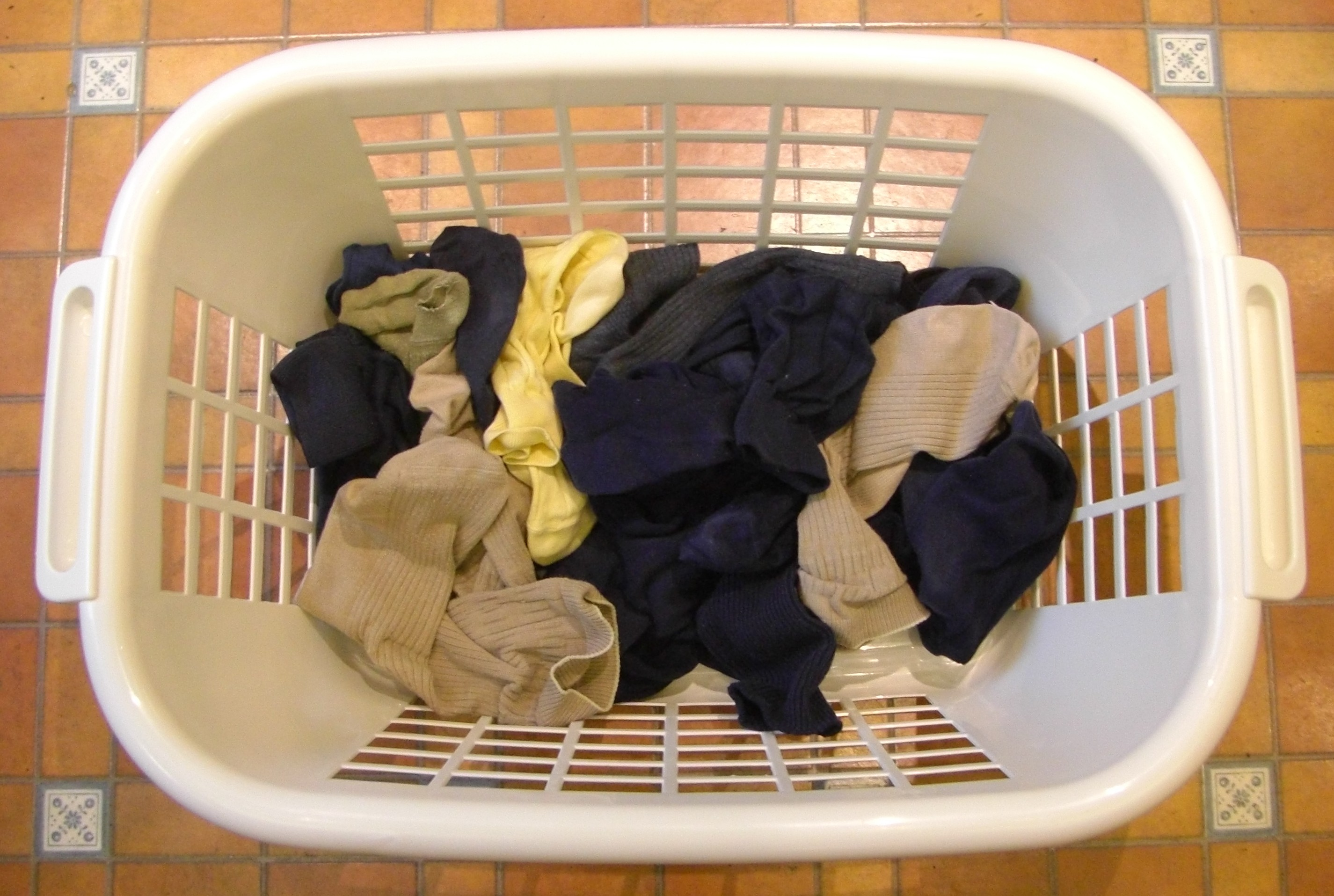
세탁 바구니에 있는 냄새나는 양말들

냄새나는 양말은 발에 장시간 착용되어 더러운 냄새가 나는 양말이다. 냄새는 암모니아, 지방산 (특히 이소발레르산), 젖산의 혼합물이다.
냄새나는 양말은 항공기와 주거 공간의 공기 오염의 원인이 될 수 있다.